# Reus 1973
Reus 1973 va ser una revista satírica que va sortir a Reus el 1923.

## Història
Fundada per Salvador Torrell i Eulàlia i per Josep Maria Prous i Vila, va ser, sens dubte, la revista més sorprenent i original publicada a Reus. Els diaris Las Circunstancias, Diario de Reus i Foment l'anuncien i el comenten en el moment de la seva sortida: "Hoy verá la luz pública en esta ciudad la original revista satírica Reus 1973 que llamará poderosamente la atención según nuestros informes, por su buen gusto". Tant la revista com els seus autors havien rebut una gran influència de Joan Salvat-Papasseit. Salvador Torrell amb Josep Maria Prous i Vila i Bonaventura Vallespinosa, havien publicat el 1918 La Columna de Foc, la revista literària local més destacada, amb to marcadament d'avantguarda i on hi havia col·laborat Salvat-Papasseit.
De caràcter avantguardista, Reus 1973 es podria definir com una revista futurista. Simulava estar publicada cinquanta anys més tard de la data de la seva sortida. A Reus 1973 es dona com a real la independència de Catalunya. Les notícies publicades van des de la inauguració d'un gran parc d'atraccions a Salou, avançant-se a Port Aventura, fins al tractat comercial entre Catalunya i la "veïna" nació espanyola, passant per les consideracions del Reus de 1923 del que no en queden gaires bons records: "Els temps arcaics del 1923 han canviat prodigiosament les epopeies de Reus, aquell fogar malagraït que va tractar amb desamor les joventuts inoculadores de la vitalitat i la grandor, avui esdevenen pompàtiques, davant d'un Reus delícia i ensomni i paradís terrenal de bells auguris".
Són interessants les caricatures que publica, signades amb el pseudònim de Kim, que sota el títol d'"Homes d'ahir" representen personatges populars del Reus de 1923. L'erudit reusenc Joaquim Santasusagna corregia les proves de la revista.

## Aspectes tècnics
En sortiren dos números que es publicaven els dissabtes: Any XXXVI [1], núm. 1442 [1] (20 gen. 1973 [1923])-Any XXXVI [1], núm. 1443 [2] (27 gen. 1973 [1923]) en format foli i quatre pàgines. S'imprimia a la Impremta de J. Vila Sugrañes. El preu era de 10 cèntims, i tenia una distribució local.

## Localització
- Una col·lecció a la Biblioteca Central Xavier Amorós.[4]
- Una col·lecció a la Biblioteca del Centre de Lectura de Reus i el núm. 1 a la Biblioteca de Catalunya.[5]